# Black Milk
Black Milk (* 14. August 1983 in Detroit, Michigan; bürgerlich Curtis Cross) ist ein US-amerikanischer Hip-Hop-Produzent und Rapper. Seine Produktionen bestehen meist aus mit dem MPC gesampleten Stücken und waren vor allem am Anfang seiner Karriere stark beeinflusst von J Dilla und Madlib, mit denen er oft verglichen wird.

## Musikalischer Werdegang
Black Milk steuerte 2002 jeweils einen Beat zu dem Mixtape Dirty District und dem Album Trinity (Past, Present and Future) von Slum Village bei. Mit dem Produzenten und Rapper Young RJ gründete er 2004 das Duo B. R. Gunna und veröffentlichte das Mixtape Dirty District, Vol. 2. Zusammen produzierten sie zudem den Großteil des Albums Detroit Deli (A Taste of Detroit) von Slum Village. Bei der Arbeit an Dirty District, Vol. 2 lernte er J Dilla kennen, der im selben Studio arbeitete und auf dem Album als Rapper zu hören ist. Im Jahr darauf veröffentlichte Black Milk auf seinem eigenen Plattenlabel sein erstes Soloalbum Sound of the City, Vol. 1 und produzierte erneut mit Young RJ Slum Villages selbstbetitelten Nachfolger. 
2006 nahm ihn das New Yorker Label Fat Beats Records unter Vertrag und veröffentlichte ein Jahr darauf sein zweites Album Popular Demand. Produktionen für Pharoahe Monch und Lloyd Banks sowie Kollaborationsalben mit dem kalifornischen Rapper Bishop Lamont und dem detroiter Rapper Fat Ray folgten. Zudem produzierte er 2008 das Soloalbum von Elzhi (Slum Village). Im Oktober 2008 erschien Black Milks drittes Soloalbum Tronic, das Gastbeiträge von unter anderem Dwele, Royce da 5′9″ und DJ Premier enthält. Auf dem Album verwendete er weniger Soul- und mehr Electronicaelemente und integrierte zudem erstmals echte Instrumente. Diese musikalische Weiterentwicklung wurde sehr positiv bewertet.
Im September 2010 erschien das nächste Soloalbum Album of the Year, mit dem er seinen ersten Charterfolg erzielen konnte, als es sich für eine Woche auf Platz 136 der Billboard 200 einfand.
Die seit Ende 2008 angekündigte Kollaboration mit den Rappern Guilty Simpson und Sean Price von der Boot Camp Clik brachte unter dem Namen Random Axe im Sommer 2011 das gleichnamige Album hervor. Auch dieses Werk konnte sich in den US-amerikanischen Albumcharts platzieren und erreichte Position 83.
2013 folgte mit No Poison No Paradise nach dem eher heiteren Album of the Year ein dunkler gehaltener Langspieler, mit starken Einflüssen des Funk. Damit wurde Black Milk allerdings nur noch in zwei Spartencharts des Billboard-Magazins geführt.
Dennoch folgten bereits 2014 zwei weitere Veröffentlichungen: zunächst die EP Glitches in the Break und später das Album If There’s a Hell Below.
Ein weiteres Projekt erschien schließlich im Mai 2016: The Rebellion Sessions war ein fast ausschließlich aus Instrumentals bestehendes Werk, das Black Milk zusammen mit seiner nach Nat Turner benannten Begleitband aufgenommen hatte. Einige Monate später folgte mit der EP Sunday Outtakes eine Zusammenstellung von fünf Liedern, die während der Aufnahme von The Rebellion Sessions entstanden, jedoch nicht in das Album aufgenommen wurden.

## Diskografie
- 2005: Sound of the City, Vol. 1
- 2006: Broken Wax (EP)
- 2007: Popular Demand
- 2008: Caltroit (mit Bishop Lamont)
- 2008: The Set Up (mit Fat Ray)
- 2008: Tronic
- 2010: Album of the Year
- 2011: Random Axe (mit Guilty Simpson und Sean Price)
- 2013: No Poison No Paradise
- 2014: Glitches in the Break (EP)
- 2014: If There’s a Hell Below
- 2016: The Rebellion Sessions (mit Nat Turner)
- 2016: Sunday Outtakes (EP; mit Nat Turner)
- 2022: Reality (Ferge X Fisherman feat. Black Milk & Takuya Kuroda)[9]